# 寺山镇
寺山乡，是中华人民共和国广西壮族自治区来宾市兴宾区下辖的一个乡镇级行政单位。

## 行政区划
寺山乡下辖以下地区：
寺山村、六力村、石塘村、王元村、陈王村、大河村、大炉村、贺山村、乌慢村、新步村、上水村、上团村、大本村、东陈村、安村、独石村和东瓜村。